# Club de Deportes Naval de Talcahuano
Il Club de Deportes Naval de Talcahuano è una società calcistica cilena, con sede a Talcahuano. Milita nella Liga Chilena de Fútbol Segunda División, la terza serie del calcio cileno.

## Storia
Fondato nel 1972, non ha mai vinto trofei nazionali.